# Martin Amelung
Martin Amelung (* 20. August 1937 in Frankfurt am Main; † 20. April 2006 in München) war ein deutscher Strafverteidiger.

## Leben
Amelung wurde als vierter Sohn von Walther Amelung und dessen Ehefrau Else geboren und lebte bis zu seinem Abitur in der elterlichen Privatklinik in Königstein im Taunus. Nach vier Semestern Rechtsstudium in Tübingen zog Amelung 1959 nach München, wo er 1962 das Referendarexamen und 1966 das Assessorexamen ablegte, um im Anschluss den Rechtsanwaltsberuf zu ergreifen.
Als Referendar entwickelte sich bei Amelung ein besonderes Interesse für die Strafverteidigung im Rahmen einer Mitarbeit bei Rechtsanwalt Heinz Pelka, der im Brühne/Ferbach-Prozess bekannt wurde und den Amelung in diesem Verfahren unterstützte. Amelung selbst wurde 1972 durch die Verteidigung von Dimitri Todorov und 1979/1980 als Verteidiger des Oetker-Entführers Dieter Zlof neben den Rechtsanwälten Rolf Bossi und Steffen Ufer bundesweit bekannt. In der Folge vertrat Amelung u. a. den Münchner Alt-Oberbürgermeister Erich Kiesl, die Spionin Gabriele Gast und verteidigte im Herzklappen-Skandal sowie im Schmiergeldskandal um den Bau der Allianz Arena.
Neben seiner anwaltlichen Tätigkeit war Amelung Gründungsmitglied des Geschäftsführenden Ausschusses der Arbeitsgemeinschaft Strafrecht im Deutschen Anwaltverein, er gehörte ihr 22 Jahre bis zu seinem Tod an. In der Rechtsanwaltskammer München war Amelung u. a. Mitglied eines Fachprüfungsausschusses (Fachanwalt für Strafrecht).
Die Arbeitsgemeinschaft Strafrecht würdigte Amelung in ihrem Nachruf als „eine der großen Strafverteidigerpersönlichkeiten dieses Landes“.